# Operation Aspides
Die European Union Naval Force – Aspides (EUNAVFOR Aspides) – Operation Aspides (altgriechisch ἀσπίδες 'Schilde', übertragen Beschützer) ist eine am 19. Februar 2024 vom Rat für Auswärtige Angelegenheiten beschlossene defensive EU-Operation im Rahmen der Gemeinsamen Außen- und Sicherheitspolitik, „mit der die Freiheit der Schifffahrt im Roten Meer und im Golf von Aden wiederhergestellt und gewahrt werden soll.“ 

## Allgemeines
Sie erfolgt in enger Zusammenarbeit mit der US-geführten Operation Prosperity Guardian, vor allem bei Nachrichtengewinnung und Aufklärung. Diese Operation wurde im Dezember 2023 als Reaktion auf die Angriffe der Huthi-Rebellen auf die Schifffahrt im Roten Meer beim Bab al-Mandab seit der Entführung des Handelsschiffs  Galaxy Leader am 19. November 2023 ins Leben gerufen.
Die Operation Aspides wird außerdem in enger Abstimmung mit der europäischen Operation Atalanta durchgeführt und damit einen Beitrag zur maritimen Sicherheit im westlichen Indischen Ozean und im Roten Meer sowie zur maritimen Sicherheit im Operationsgebiet leisten. Im Unterschied zur amerikanisch geführten Operation werden die im Rahmen von Operation Aspides eingesetzten Kräfte jedoch keine Stellungen der Huthi in Jemen angreifen.
Nach Ansicht von Kritikern bedarf die vorrangig geoökonomisch motivierte Operation Aspides einer Einbindung in eine geopolitische Strategie im Zusammenhang mit dem Krieg in Israel und Gaza seit 2023.

## Organisation
Befehlshaber der Operation ist der griechische Flottillenadmiral Vasileios Gryparis, Befehlshaber der Einsatzkräfte der italienische Konteradmiral Stefano Costantino auf dem Zerstörer Caio Duilio.
Aktuell befinden sich die italienische Fregatte Federico Martinengo als Flaggschiff, die französische Fregatte Languedoc, sowie die griechische Fregatte Hydra im Roten Meer.

## Beitrag der Bundeswehr
Die Bundesrepublik Deutschland beteiligte sich am Einsatz mit der Fregatte Hessen; dieser Einsatz dauerte vom 23. Februar bis 20. April 2024 und wurde planmäßig beendet. Das für Auslandseinsätze der Bundeswehr erforderliche Bundestagsmandat hat zunächst eine Gültigkeit bis zum 31. Oktober 2025 und erlaubt den Einsatz von bis zu 700 Soldatinnen und Soldaten.
Für das zweite Halbjahr 2024 war geplant, die Fregatte Hamburg zur Operation zu entsenden. Die Hamburg verblieb jedoch im Mittelmeer, aufgrund der kritischen Gesamtlage im Nahen Osten. Ebenso erschien der Einsatz problematisch, weil die Hamburg wie die Sachsen und Hessen der Sachsen-Klasse (2004) kein modernes Radar zur Erfassung ballistischer Antischiffsraketen besitzt. Die Umrüstung soll allerdings bis 2030 dauern.

## Vorfall im Rahmen der Mission
Anfang Juli 2025 wurde ein Aufklärungsflugzeug der Deutschen Marine von einem chinesischen Kriegsschiff mit einem Laser geblendet. Die Maschine hat ihren Aufklärungsflug dann abbrechen müssen und ist auf den Flughafen in Djibouti zurückgekehrt. Aufgrund des Vorfalls wurde am 8. Juli der chinesische Botschafter ins Auswärtige Amt einbestellt. Das chinesische Außenministerium widersprach der deutschen Darstellung und sprach von einem Missverständnis. Ähnliche Zwischenfälle mit der chinesischen Marine hatte es zuvor mit den Philippinen und Australien gegeben.

## Galerie

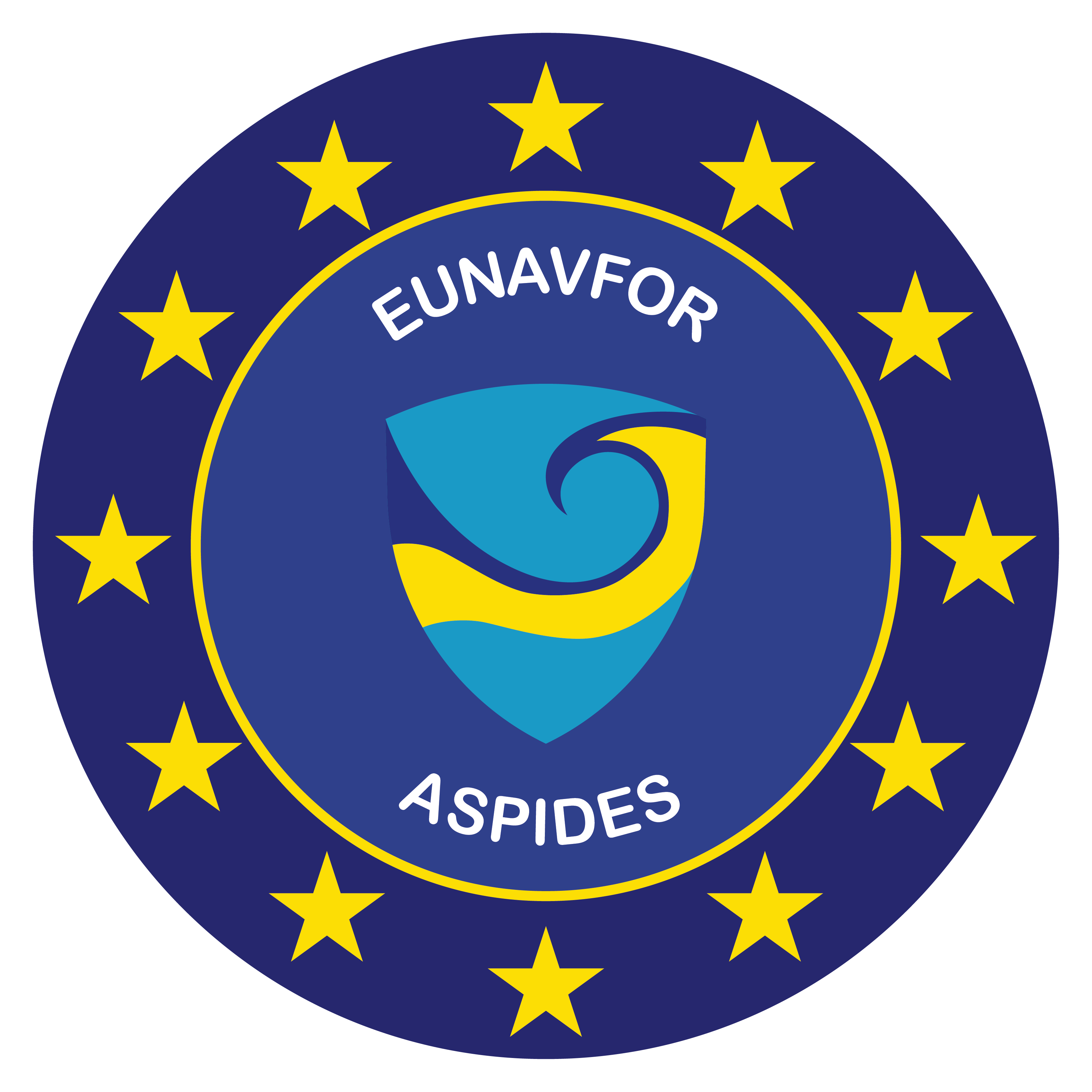
Logo European Union Naval Force – Aspides
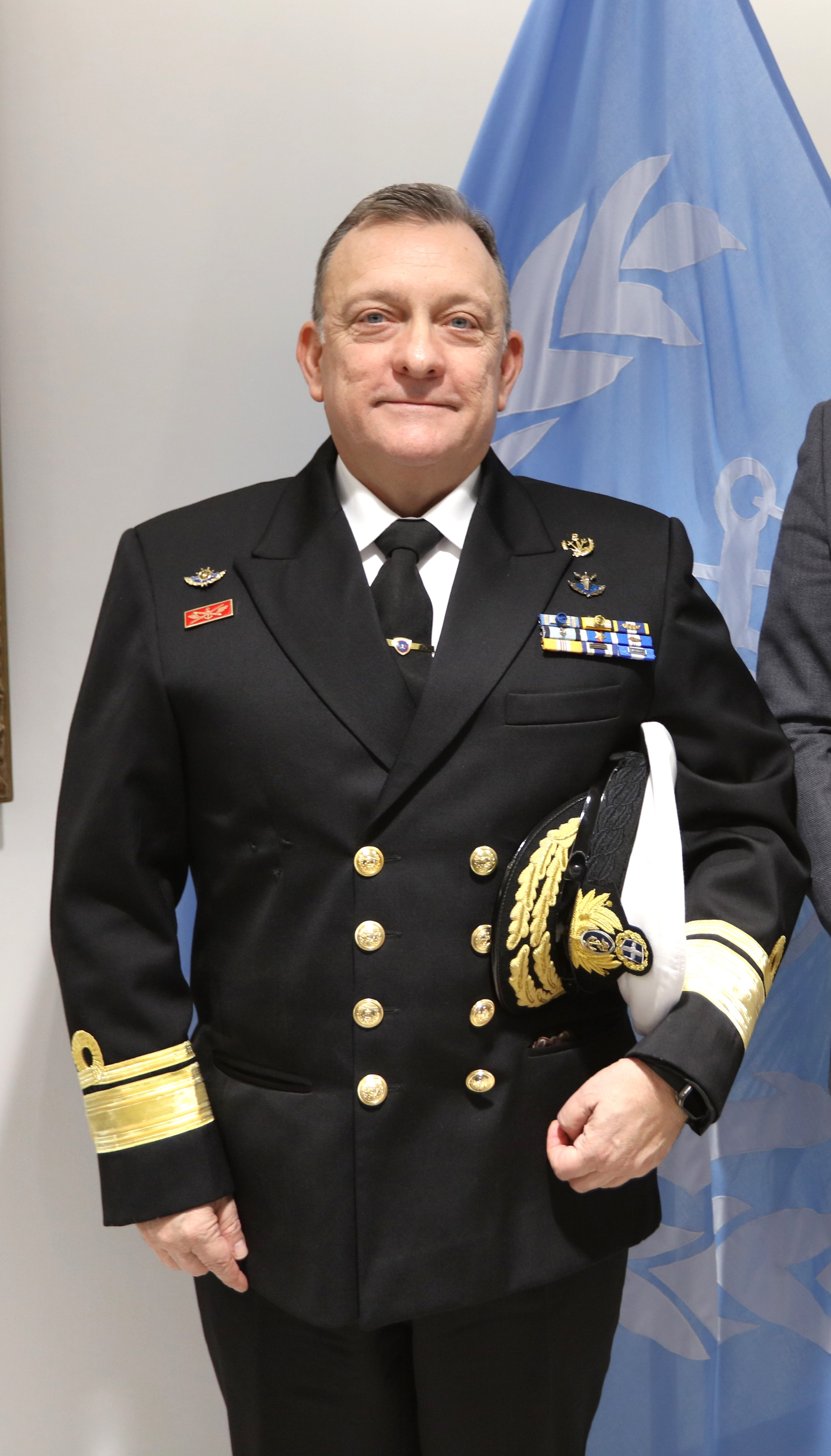
Flottillenadmiral Vasileios Gryparis, Leiter der UN-Mission